# Liste der Kulturdenkmale in Hornsömmern
Die Liste der Kulturdenkmale in Hornsömmern umfasst die als Ensembles, Straßenzüge und Einzeldenkmale erfassten Kulturdenkmale in der thüringischen Gemeinde Hornsömmern im Unstrut-Hainich-Kreis.
Die Angaben in der Liste ersetzen nicht die rechtsverbindliche Auskunft der zuständigen Denkmalschutzbehörde.

## Legende
- Bild: zeigt ein Bild des Kulturdenkmals und gegebenenfalls einen Link zu weiteren Fotos des Kulturdenkmals im Medienarchiv Wikimedia Commons
- Bezeichnung: Name, Bezeichnung oder die Art des Kulturdenkmals
- Lage: Wenn vorhanden Straßenname und Hausnummer des Kulturdenkmals; Grundsortierung der Liste erfolgt nach dieser Adresse. Der Link Karte führt zu verschiedenen Kartendarstellungen und nennt die Koordinaten des Kulturdenkmals.
 Kartenansicht, um Koordinaten zu setzen – in dieser Kartenansicht sind Kulturdenkmale ohne Koordinaten mit einem roten bzw. orangen Marker dargestellt und können in der Karte gesetzt werden. Kulturdenkmale ohne Bild sind mit einem blauen bzw. roten Marker gekennzeichnet, Kulturdenkmale mit Bild mit einem grünen bzw. orangen Marker.
- Datierung: gibt das Jahr der Fertigstellung beziehungsweise das Datum der Erstnennung oder den Zeitraum der Errichtung an
- Beschreibung: bauliche und geschichtliche Einzelheiten des Kulturdenkmals, vorzugsweise die Denkmaleigenschaften
- ID: Die ID identifiziert das Kulturdenkmal eindeutig. In Thüringen sind aktuell keine IDs veröffentlicht. In der ID-Spalte kann sich auch folgendes Icon  befinden, dies führt zu Angaben zu diesem Kulturdenkmal bei Wikidata.

## Einzeldenkmale
| Bild                           | Bezeichnung                    | Lage                                   | Datierung | Beschreibung    | ID |
| ------------------------------ | ------------------------------ | -------------------------------------- | --------- | --------------- | -- |
| BW                             | Pfarrhaus                      | Hornsömmern, Hauptstraße 3 (Karte)     |           |                 |    |
| BW                             | Scheune                        | Hornsömmern, Hauptstraße 3 (Karte)     |           |                 |    |
| BW                             | Hofanlage / Kleines Gut        | Hornsömmern, Hauptstraße 39 (Karte)    |           |                 |    |
| BW                             | Wohnhaus                       | Hornsömmern, Hauptstraße 41 (Karte)    |           |                 |    |
| BW                             | Hofpforte                      | Hornsömmern, Hauptstraße 41 (Karte)    |           |                 |    |
| weitere Bilder Fotos hochladen | Evangelische Kirche St. Marien | Hornsömmern, Kirchgasse o. Nr. (Karte) |           | mit Ausstattung |    |
| BW                             | Kirchhof                       | Hornsömmern, Kirchgasse o. Nr. (Karte) |           |                 |    |